# Ecnomus chusie
Ecnomus chusie är en nattsländeart som beskrevs av Chantaramongkol och Malicky 1986. Ecnomus chusie ingår i släktet Ecnomus och familjen trattnattsländor. Inga underarter finns listade i Catalogue of Life.